# Пам'ятний знак жертвам Голодомору 1932—1933 років (Біла)
Пам'ятний знак жертвам Голодомо́ру 1932—1933 років — пам'ятка монументального мистецтва (охоронний номер 1891) у селі Білій Чортківської громади Чортківського району Тернопільської области України. Розташований біля будинку культури.

## Відомості
26 квітня 1993 року в 7-му річницю чорнобильської трагедії встановлено дубовий хрест (виготовив Іван Паскевич), який освятили 2 травня.
Активну участь у споруджені пам'ятника брали союзянка Галина Бурак, голова районної Спілки політв'язнів і репресованих Марія Заболотна, представник районної організації Руху Олександр Казьва.
Чин освячення здійснили о. Володимир Янішевський, о. Григорій Канак та о. Роман Гончарик.